# Camille Landais
Camille Landais, né le 1er février 1981, est un économiste français, spécialiste de l'analyse des transferts sociaux, de la fiscalité et des inégalités économiques. 
Ses analyses de l'évolution des ménages à très hauts revenus et des personnes à très haut salaire, tout comme l'ouvrage Pour une révolution fiscale. Un impôt sur le revenu pour le XXIe siècle, dont il est coauteur, avec Thomas Piketty et Emmanuel Saez, ont bénéficié d'un large impact médiatique.

## Biographie

### Jeunesse et formation
Il étudie en classe préparatoire aux grandes écoles Lettres et Sciences Sociales au Lycée Henri-IV. En 2000, il intègre l’École normale supérieure. Il y reste jusqu'en 2005.
De 2005 à 2008, il est doctorant au ministère de l’Enseignement supérieur et de la Recherche. Sa thèse de doctorat, Essais en économie publique : fiscalité, hauts revenus, familles, reçoit la mention summa cum laude et est couronnée l’année suivante, d’une mention au prix de la meilleure thèse d’économie 2009 décerné par l’Association française de science économique (AFSE),.
En 2009, il est « visiting student » à l’université de Berkeley.

### Parcours professionnel
De 2010 à 2012, il est « post-doctoral fellow » au Stanford Institute for Economic Policy Research, où il enseigne l'analyse des politiques économique et poursuit ses recherches sur les revenus et les politiques publiques. De 2012 à 2015, il est « Assistant Professor of Economics » à la London School of Economics où il est nommé « Associate Professor » en 2016.
Il est membre du blog collectif de débat sur les politiques économiques Ecopublix où il a publié diverses notes.
Par arrêté  du 8 novembre 2022 il  est nommé président délégué du Conseil d'analyse économique.

## Travaux
Camille Landais est l’auteur d’articles sur la pénibilité du travail en relation avec les retraites, la définition des classes moyennes, le chômage et les indemnités de chômage, et les politiques publiques.
Ces analyses ont eu un certain retentissement médiatique et ces résultats ont été repris par de grands médias français (Le Monde, le Nouvel Observateur, L’Humanité, L'Expansion, Télérama...)

### Incitations fiscales à la fécondité et impact des dépenses publiques
En 2003, il publie une étude sur l’impact des incitations financières sur la fécondité en France, notamment le plafonnement des effets du quotient familial en 1981 et l’introduction de la demi-part supplémentaire au troisième enfant en 1980. D'après cette étude, ces mesures d’incitations fiscales auraient des effets positifs mais extrêmement faibles sur la fécondité, qui ne se diffuseraient que très lentement ; de plus, ces effets dépendraient du rang de naissance (ils restent faibles mais sont plus nets à partir du troisième enfant) et du niveau de revenu (ils sont plus visibles pour les très hauts revenus). Selon lui, en France, le quotient familial ne représenterait qu'une part minime des dépenses de politique familiale (17 %) et des transferts vers les familles (13 %), et aurait beaucoup moins d’effet sur la natalité que les crèches, les prestations à la petite enfance, les aides aux congés parentaux, l’action sociale,.
Il analyse plus tard la distribution des biens et services publics en France : la question n'est pas seulement de savoir qui contribue, mais aussi de savoir qui bénéficie de la « grande machine à redistribuer ». Il proposera également le premier calcul global par microsimulation de la dépense publique de politique familiale en France.

### Hauts revenus, hauts salaires et inégalités
En 2007, il publie un article sur les hauts et très hauts revenus et salaires en France où il reprend et actualise, pour les années 1998-2005, les travaux de Thomas Piketty sur la période 1901-1998. Il montre que les inégalités de revenus se sont fortement accrues entre 1998 et 2005, principalement en raison de l’augmentation beaucoup plus forte des revenus des foyers les plus riches, en comparaison avec les autres ménages : le revenu réel des 0,01 % des foyers les plus riches a cru de 42,6 % sur la période, contre 4,6 % pour les 90 % des foyers les moins riches. Ce phénomène serait dû non seulement à la forte croissance des revenus du patrimoine, mais aussi à l’augmentation très rapide des inégalités de salaires. Pour Landais, il se peut que la France converge vers les pays anglophones, plus inégalitaires. Il actualisera ses données et ses analyses pour la période 1998-2006.
Ses recherches sont confirmées par différents travaux. En 2009, le Rapport Cotis sur le partage de la valeur ajoutée confirmait que les salariés les mieux rémunérés avaient vu leur salaires réels s'accroître beaucoup vite que les autres salariés pendant la période 1996-2006, avec, cependant, un taux de croissance des très hauts salaires pour 1996-2001 et 2001-2006 un peu inférieur à celui obtenu par Landais pour 1988-2005. En 2010, Julie Solard, trouvait une croissance des hauts revenus plus forte encore que Landais pour la période 2004-2007. En avril 2011, Olivier Godechot trouvera pour la période 1996-2007 une croissance des inégalités de salaires dues aux très hautes rémunérations plus forte encore que celle obtenue par Landais. En juin 2011, l'Insee trouvera, pour la période 1984-1988, une croissance des très hauts revenus réels par unité de consommation plus élevée que celle obtenue par Landais pour les revenus réels par ménage.
Les analyses et les résultats de Camille Landais seront repris en mai 2009 par le Rapport Cotis, le Rapport Brard sur une autre répartition des richesses et le Rapport Paul sur l’emploi, les salaires et le pouvoir d’achat, puis, en mai 2011, par le Rapport du Conseil des prélèvements obligatoires sur les prélèvements obligatoires sur les ménages. Ses résultats seront même cités à l’appui d'un dépôt d’amendement pour la loi de finances rectificative pour 2011 et la loi de finances pour 2012,.

### Incitations fiscales aux dons
En 2008, il reçoit avec Gabrielle Fack le Prix du jeune économiste de l’Institut international de finance publique pour leur étude sur l’efficacité des incitations fiscales sur les dons aux fondations d’utilité publique. L’étude montre que les ménages réagissent peu aux changements de législation fiscale sur les dons. Entre 80 et 88 % des ménages n’en déclarent aucun. Mais ce sont les donateurs les plus généreux qui réagissent le plus aux incitations fiscales. Fack et Landais montreront également que les dons donnant droit à des réductions d'impôts sont l'objet, en France comme aux États-Unis, d'un taux de fraude (fausses déclarations) important, qu'il faut prendre en compte.

### Effets de la taxation sur les contribuables à très hauts revenus
Le principal argument des opposants à un accroissement de la taxation des très hauts revenus est que celui-ci pourrait provoquer des comportements des contribuables les plus riches défavorables à l’économie. En 2008, Landais publie avec Pierre-Yves Cabannes une étude sur l’élasticité du revenu imposable en relation avec le taux d’imposition, où ils montrent que la réaction à court terme des contribuables aux revenus les plus élevés est très faible en France, et concerne principalement les travailleurs indépendants. Par contre, il montre, avec Henrik Kleven et Emmanuel Saez, que la fiscalité a un effet important sur la migration internationale des joueurs de football les mieux payés. Les mêmes auteurs, ainsi que Esben Schultz, montreront en 2011 qu'au Danemark un traitement fiscal préférentiel pour les étrangers à revenus élevés a un fort effet sur leur comportement d'immigration – pendant la durée de cette mesure.

## Prises de position
En janvier 2011, il publie avec Thomas Piketty et Emmanuel Saez un ouvrage consacré à la réforme de la fiscalité intitulé Pour une révolution fiscale. Un impôt sur le revenu pour le XXIe siècle, publié aux éditions Le Seuil/République des idées. Ce livre, qui inclut plusieurs des conclusions de ses travaux antérieurs, a un certain retentissement et est largement commenté dans les médias français (Le Figaro, Le Monde, Le Nouvel Observateur, Les Échos, Libération, etc.).
Pour Landais, plutôt qu’une TVA sociale qui bascule le financement des dépenses sociales des cotisations sociales sur le travail vers la TVA, il serait plus juste, plus efficace et moins dangereux pour la croissance de les basculer vers la CSG, qui touche tous les revenus, y compris ceux du capital. Mieux encore serait de taxer le patrimoine lui-même : pour Landais, alléger la fiscalité sur la détention du patrimoine pour taxer les revenus qu'il génère « est un non-sens économique. Rien n'est plus efficace que de taxer les stocks. Taxer les flux, cela revient à favoriser le capital dormant. […] Taxer les revenus du patrimoine plutôt que le stock, c'est taxer l'investissement productif. »